# کوسمینا استراتان
کوسمینا استراتان (رومانیایی: Cosmina Stratan؛ زادهٔ ۲۰ اکتبر ۱۹۸۴) یک هنرپیشه، و روزنامه‌نگار اهل رومانی است.
از فیلم‌ها یا برنامه‌های تلویزیونی که وی در آن نقش داشته است می‌توان به آن‌سوی تپه‌ها اشاره کرد.
استراتان در سال ۲۰۱۲ برنده جایزه بهترین بازیگر زن جشنواره فیلم کن شده است.